# Gilles Gateau
 (août 2025).
Il peut être nécessaire de l'améliorer pour respecter le principe de neutralité de point de vue. 

Gilles Gateau, né le 18 juillet 1959 à Lyon, est un dirigeant français. Il est depuis juillet 2020 directeur général de l’Association pour l'emploi des cadres (Apec).

## Biographie
Gilles Gateau est titulaire d’un DEA en économie du travail et des ressources humaines obtenu à l’Université Paris 1 Panthéon-Sorbonne. Il commence sa carrière en 1983 comme allocataire de recherche au CNRS en économie du travail. Il rejoint ensuite la direction des Études et statistiques de l’Agence nationale pour l’emploi (ANPE), où il devient directeur général adjoint en 1993.
De 1997 à 2001, Gilles Gateau est conseiller technique auprès du Premier ministre Lionel Jospin, en charge du travail, de l'emploi et de la formation professionnelle.
En 2012, il devient directeur de cabinet de Michel Sapin, ministre du Travail, de l’Emploi, de la Formation professionnelle et du Dialogue social, fonction qu’il occupe jusqu’en avril 2014. Il devient ensuite directeur adjoint de cabinet et conseiller social du Premier ministre Manuel Valls jusqu’en novembre 2015. Il contribue à la mise en place du Compte personnel d'activité (CPA). 
En novembre 2015, Gilles Gateau est nommé directeur des ressources humaines d’Air France, en remplacement de Xavier Broseta, dans un contexte social tendu,,. Il reste à ce poste jusqu’en janvier 2019.
Le 1er juillet 2020, Gilles Gateau est nommé directeur général de l’Apec,.
Il participe au comité de pilotage des Assises du travail dans le cadre du Conseil national de la refondation, dont les conclusions sont remises en avril 2023 au ministre du Travail Olivier Dussopt.
Entre 2023 et 2024, il a été coordinateur national pour la France de l’Année Européenne des Compétences.
Depuis juin 2022, il siège au conseil d’administration de l’association Dialogues, organisation née en 2003 et regroupant d’anciens responsables syndicaux et professionnels des ressources humaines, dédiée à la promotion du dialogue social.
Le 3 novembre 2022, il est nommé président du Haut Conseil du dialogue social (HCDS) par la Première ministre Élisabeth Borne,.
Depuis décembre 2022, il est également membre du bureau national de l’Association nationale des DRH (ANDRH), en tant que personnalité qualifiée.

## Distinctions
Gilles Gateau est nommé officier de l’ordre national du Mérite en novembre 2021, après avoir été fait chevalier en janvier 2004.

## Publications
En octobre 2024, il coordonne l’ouvrage collectif 2030… Le travail a changé, publié aux éditions Le Cherche-Midi,.